# History of the Grateful Dead, Volume One (Bear's Choice)
History of the Grateful Dead, Volume One (Bear's Choice) è un album dal vivo dei Grateful Dead, pubblicato nel 1973. Contiene estratti dai concerti del gruppo al Fillmore East del 13 e 14 febbraio 1970.
Il disco è dedicato alla memoria di Ron McKernan, in arte Pigpen, scomparso nel marzo del 1973, per le conseguenze di una cirrosi epatica, principalmente dovuta al suo alcoolismo.
Il "Bear" del titolo altri non è che Owsley Stanley, noto "guru" e fornitore di LSD dell'epoca e tecnico del suono della band a tempo perso: sue le scelte dei brani e del concerto.
A questo doveva seguire un "Volume Two", cosa che non avvenne però mai a causa della fine del contratto con la Warner Bros. poco dopo l'uscita dell'album.

## Tracce

### Versione originale su LP (1973)

#### Lato A
1. Katie Mae – 4:44 (Hopkins)
2. Dark Hollow – 3:52 (Browning)
3. I've Been All Around This World – 4:18 (traditional)
4. Wake Up Little Susie – 2:31 (Bryant, Bryant)
5. Black Peter – 7:27 (Garcia, Robert Hunter)

#### Lato B
1. Smokestack Lightning – 17:59 (Howlin' Wolf)
2. Hard to Handle – 6:29 (Isbell, Jones, Redding)

### Riedizione su CD (2003)
1. Katie Mae– 4:44 (Hopkins)
2. Dark Hollow – 3:52 (Browning)
3. I've Been All Around This World – 4:18 (traditional)
4. Wake Up Little Susie – 2:31 (Bryant, Bryant)
5. Black Peter – 7:27 (Garcia, Hunter)
6. Smokestack Lightning – 17:59 (Howlin' Wolf)
7. Hard to Handle – 6:29 (Isbell, Jones, Redding)
8. Good Lovin' – 8:56 (Clark, Resnick)
9. Big Boss Man – 4:53 (Dixon, Smith)
10. Smokestack Lightning – 15:11 (Howlin' Wolf)
11. Sitting on Top of the World – 3:20 (Chatmon, Vinson)

## Formazione
- Jerry Garcia - chitarra solista, chitarra acustica, voce
- Bob Weir - chitarra acustica, chitarra elettrica, voce
- Ron "Pigpen" McKernan - chitarra acustica, organo, percussioni, armonica, voce
- Phil Lesh - basso
- Mickey Hart - batteria
- Bill Kreutzmann - batteria